# Бьёрнинен, Ханнес
Ханнес Бьёрнинен (фин. Hannes Björninen; род. 19 октября 1995, Лахти, Хяме) — финский хоккеист, нападающий клуба «Эребру», олимпийский чемпион (2022), чемпион мира (2022 года), серебряный призёр чемпионата мира (2021 года) в составе сборной Финляндии.

## Биография

### Клубная карьера
Воспитанник хоккейного клуба «Пеликанс». Бьёрнинен дебютировал в Лиге в составе «Лахти Пеликанс» в сезоне 2014/15 годов.
После своего третьего сезона в качестве капитана и седьмого сезона в целом в «Лахти Пеликанс» Бьёрнинен стал свободным агентом и 5 мая 2021 года подписал двухлетний контракт с финским клубом, выступавшим в Континентальной хоккейной лиги, «Йокерит». В сезоне 2021/2022 годов Бьёрнинен забил 10 голов и набрал 21 очко в 43 матчах регулярного чемпионата за «Йокерит». Впоследствии, вернулся в свой родной финский клуб «Пеликанс» из Лиги, где провёл остаток сезона.
28 апреля 2022 года Бьёрнинен покинул «Пеликанс», подписав двухлетний контракт со шведским клубом «Брюнес». После вылета «Брюнеса» из элитного шведского дивизиона в сезоне 2022/2023 годов Бьёрнинен решил остаться в Шведской хоккейной лиге и 28 апреля 2023 года подписал двухлетний контракт с «Эребру».

### Карьера в сборной
Играл за молодёжную сборную Финляндии на чемпионате мира 2015 года, где его команда заняла итоговое 7-е место.
В 2021 году был вызван в национальную сборную Финляндии для участие в чемпионате мира в Латвии. В этом коллективе стал серебряным призёром, сыграв 9 игр и забив 2 шайбы.
В феврале 2022 года принял участие в зимних Олимпийских играх в Пекине. В составе сборной Финляндии стал олимпийским чемпионом, сыграв на турнире 6 игр, забив 2 шайбы и выполнив 1 результативную передачу. Через два месяца на домашнем чемпионате мира стал чемпионом мира.
В 2023, 2024 и 2025 годах также в составе Финляндии принимал участие в чемпионатах мира.